# Карґах-е-Парураш-Могі-Доктор-Юсеф-Пур
Карґах-е-Парураш-Могі-Доктор-Юсеф-Пур (перс. كارگاه پرورش ماهي دكتريوسف پور) — село в Ірані, у дегестані Хараруд, у Центральному бахші, шагрестані Сіяхкаль остану Ґілян. За даними перепису 2006 року, його населення становило 32 особи, що проживали у складі 6 сімей.